# ツォンス

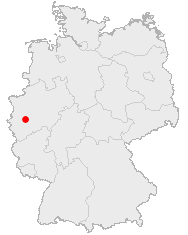
ツォンスの位置

ツォンス(Zons, 古名 Sontina, Zunss)はデュッセルドルフの対岸にある古都市。現在行政上はドルマーゲン市の一角になっている。
1373年に都市の特許状を受けた。
ドイツ中世都市の街並が残るといわれる。
ツォンジウスZonsiusや、ユダヤ教徒の古い姓であるツンツ Zunz、ツォンザー Zonser などはこの都市の出身者であることを示している。